# Cratere Delisle
Delisle è un cratere lunare di 24,83 km situato nella parte nord-occidentale della faccia visibile della Luna, a nord del cratere Diophantus e a nord-ovest del Mons Delisle nella zona occidentale del Mare Imbrium.
Tra Delisle e Diophantus si trova una rima sinuosa, la Rima Diophantus, con un'estensione di 150 km. A nord-est un'altra rima, la Rima Delisle, prende il nome da questo cratere.
Il bordo di Delisle è approssimativamente poligonale e il pianoro centrale è piuttosto profondo. Il bordo interno è leggermente irregolare ma complessivamente presenta pochi segni di erosione. Il bordo esterno è circondato da un piccolo bastione di terreno.
Il cratere è dedicato all'astronomo francese Joseph-Nicolas Delisle.

## Crateri correlati
Alcuni crateri minori situati in prossimità di Delisle sono convenzionalmente identificati, sulle mappe lunari, attraverso una lettera associata al nome.
| Delisle | Coordinate            | Diametro (in km) |
| ------- | --------------------- | ---------------- |
| K       | 29°00′00″N 38°27′36″W | 2,92             |